# Estructura cel·lular bacteriana

Estructura cel·lular bacteriana (feu clic a la imatge per ampliar-la)

L'estructura cel·lular bacteriana consisteix en una cèl·lula procariota (sense membrana nuclear i amb el material nuclear dispers al citoplasma) constituïda per:
- paret cel·lular: serveix de protecció i dona forma a l'eubacteri
- membrana cel·lular: respiració i nutrició
- citoplasma
- ribosomes: Responsables de la síntesi de proteïnes
- plasmidis: Encarregats de l'autoduplicació de l'eubacteri
- càpsula: estructura que proporciona resistència a la fagocitosi
- endòspora: Estructura encarregades de resistir al medi extern quan és desfavorable per a la supervivència de l'eubacteri